# المسيحية في صربيا

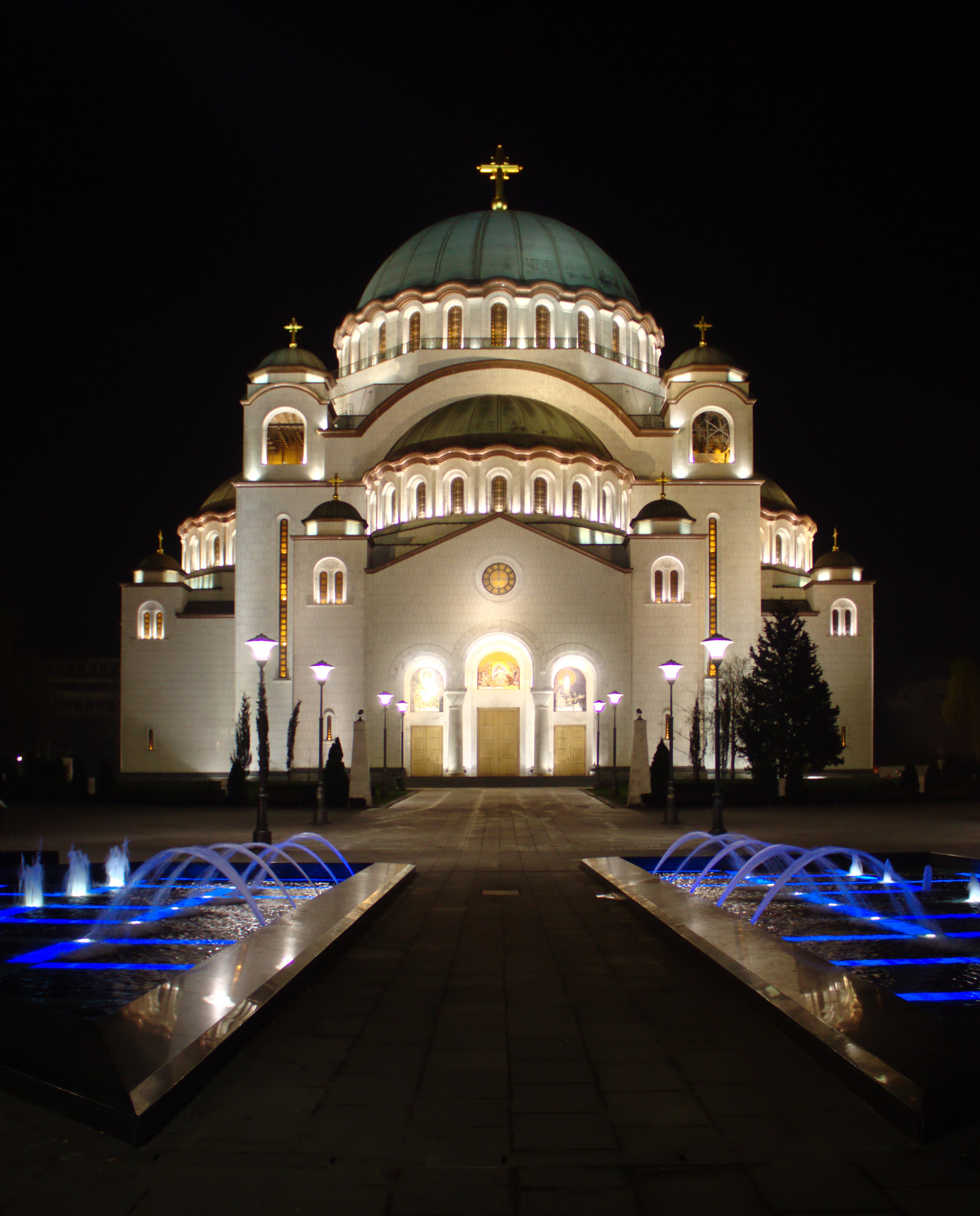
كاتدرائية القديس سافا في بلغراد، تُعتبر أكبر الكاتدرائيات في البلقان.

المسيحية في صربيا هي الديانة السائدة والمهيمنة، الغالبية العظمى (91.6%) من السكان هم مسيحيين، ومعظمهم أتباع في الكنيسة الصربية الأرثوذكسية والتي يتبعها 85% من مجمل السكان. وتُعد الكنيسة الصربية الأرثوذكسية الكنيسة الوطنيَّة للشعب الصربي، وتشتبك الهوية المسيحيَّة مع الهوية العرقيَّة والثقافية للأمة الصربيَّة في شكل إثنيًّة دينيَّة.
كانت صربيا تقليديًا دولة مسيحية منذ تنصر الصرب على يد كليمنت الأوخريدي والقديس نعوم في القرن التاسع. وأصبحت المسيحية الأرثوذكسية الديانة السائدة والمهيمنة في صربيا، ومنذ ذلك الحين أصبحت التقاليد المسيحية الشرقية والكنيسة الصربية الأرثوذكسية من الأسس المركزية للهوية الصربية. ويعود جذور الكنيسة الكاثوليكية في البلاد إلى وجود المجريين في فويفودينا، بينما وصلت البروتستانتية في القرن الثامن عشر والتاسع عشر مع إستيطان السلوفاك في فويوفودينا.
بحسب الدستور تًعد صربيا دولة علمانية، وتسمح المدارس العامة بالتدريس الديني بالتعاون مع المجتمعات الدينية التي لديها اتفاقات مع الدولة، لكن الحضور غير ملزم. يتم تنظيم فصول الدين في المدارس الابتدائية والثانوية العامة، والتي يتم تنسيقها بشكل أكثر شيوعاً مع الكنيسة الصربية الأرثوذكسية، وأيضًا مع الكنيسة الكاثوليكية والمجتمع الإسلامي. وتشمل العطلات الرسمية في صربيا أيضاً الأعياد المسيحية مثل عيد الميلاد بحسب التقويم الشرقي، وعيد القيامة التقويم الشرقي، وكذلك يوم القديس سافا الذي يعتبر يوم عمل ويحتفل به باعتباره يومًا للروحانية ويومًا للتعليم.

## تاريخ

### العصور المبكرة

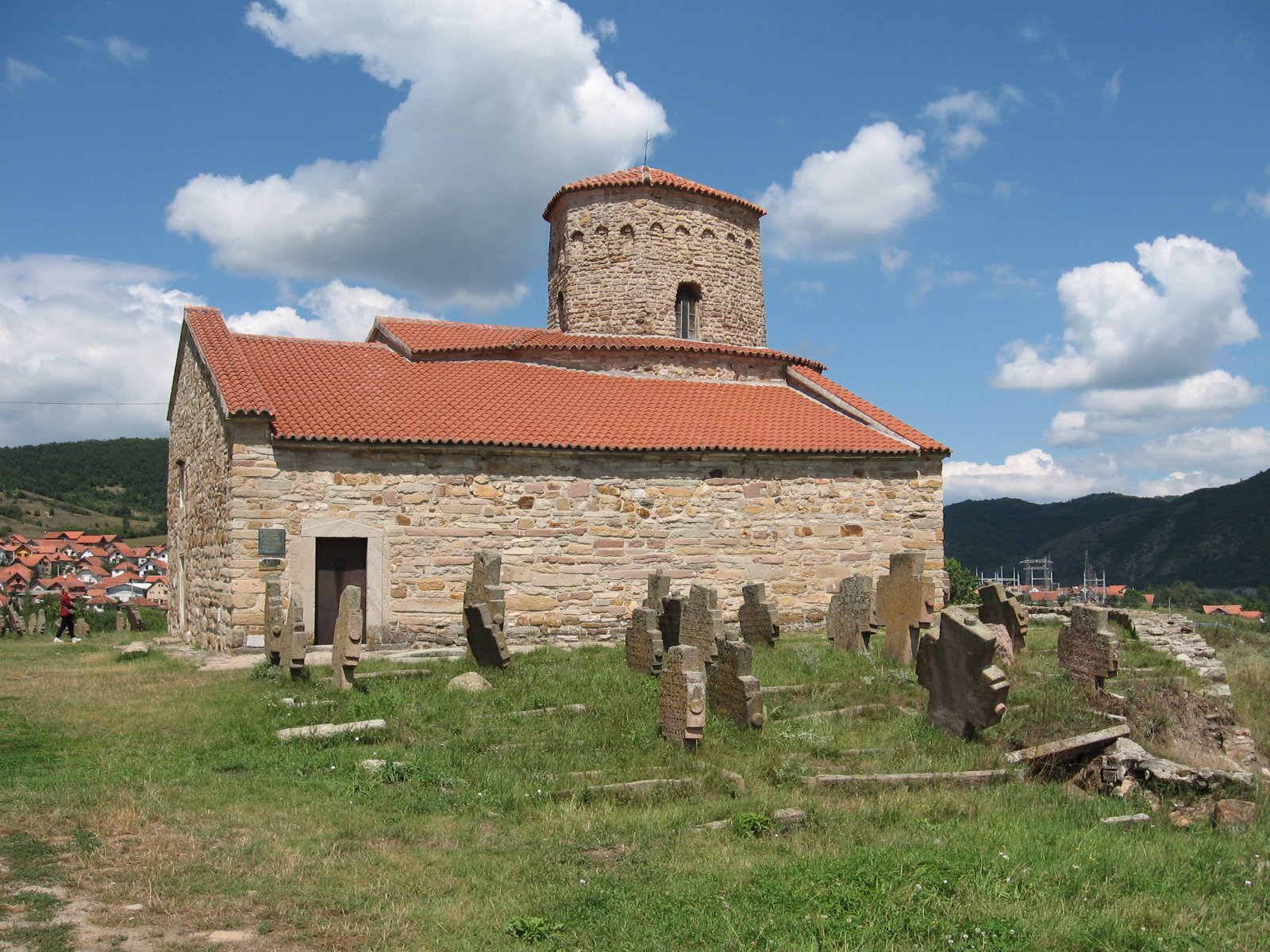
كنيسة الرسول بطرس وبولس في ستاري راس؛ وهي من أقدم كنائس صربيا.

انتشرت المسيحية في البلقان ابتداءًا من القرن الأول. ومن بين أشهر من بجل كشهداء مسيحيين من الصرب كان كل من فلوروس ولوروس. ويرجع تاريخ المسيحية في البلاد جزئيًا إلى التأثير البيزنطي والنفوذ البلغاري اللاحق. ويعود تأسيس المسيحية كدين للدولة إلى عهد الأمير موتمير (851-891) والإمبراطور البيزنطي باسيل الأول (867-886)؛ ويشهد بورفيريجينيتوس أن الكروات والصرب أرسلوا مندوبين لبلاط باسيل الأول يطلبون التعميد.
حصدت بلغراد شيءًا من الشهرة بعد اعتناق الإمبراطورية الرومانية الدين المسيحي، وذلك لأن الإمبراطور جوڤيان، مجدد المسيحية، كان قد وُلد في ربوعها، فقد قام هذا الرجل بإعادة المسيحية دينًا رسميًا للإمبراطورية بعد أن كان سلفه، يوليان المرتد، قد أعاد عبادة الآلهة والأوثان لفترة قصيرة من الزمن. خضعت المدينة في سنة 395م لسيطرة الإمبراطورية الرومانية الشرقية، أو البيزنطية، بعد انقسام الإمبراطورية الرومانية إلى قسمين: شرقي وغربي، ومن الجدير بالذكر أن الإمبراطور قسطنطين الأول، الذي أعلن المسيحية دينًا للدولة، كان من ضمن الأشخاص الذين ولدوا في الأراضي التي تُشكل صربيا المعاصرة.
في عام 380 أمر الإمبراطور الروماني الشرقي ثيودوسيوس الأول بأن رعاياه سيكونون مسيحيين وفقًا لصيغة مجمع نيقية، وكانت اللغة اليونانية تستخدم في الكنيسة البيزنطية، في حين أن الكنيسة الرومانية كانت تستخدم اللغة اللاتينية. أدّى الانقسام الذي حدث في 395 إلى أن يكون الصرب أرثوذكسًا والكروات كاثوليكًا. اختلف ولاء للصرب الجنوبيين لفترة طويلة بين روما الكاثوليكية والقسطنطينية الأرثوذكسية، حتى رجحت الكفة في النهاية لتلك الأخيرة. بحسب تقليد الكنيسة فأن المسيحية وصلت للصرب بفضل جهود المبشرين أندراوس وكيرلس وميثوديوس، واعتمدت الكنيسة الصربيَّة السلافونية الكنسية القديمة وهي أول لغة سلافية أدبية، وتطورت بحلول القرن التاسع عشر حين جاء المبشرون الإغريق البيزنطيون مثل كيرلس وميثوديوس اللذين يُنسب إليهما توحيد معايير اللغة واستخدامها لترجمة الكتاب المقدس وغيرها من النصوص الكنسية الإغريقية القديمة باعتبارها جزءًا من تنصير السلاف. وقد لعبت تلك اللغة دورًا هامًا على مدار تاريخ اللغات السلافية ومثلت أساسًا ونموذجًا لتقاليد السلافونية الكنسية.

### العصور الوسطى

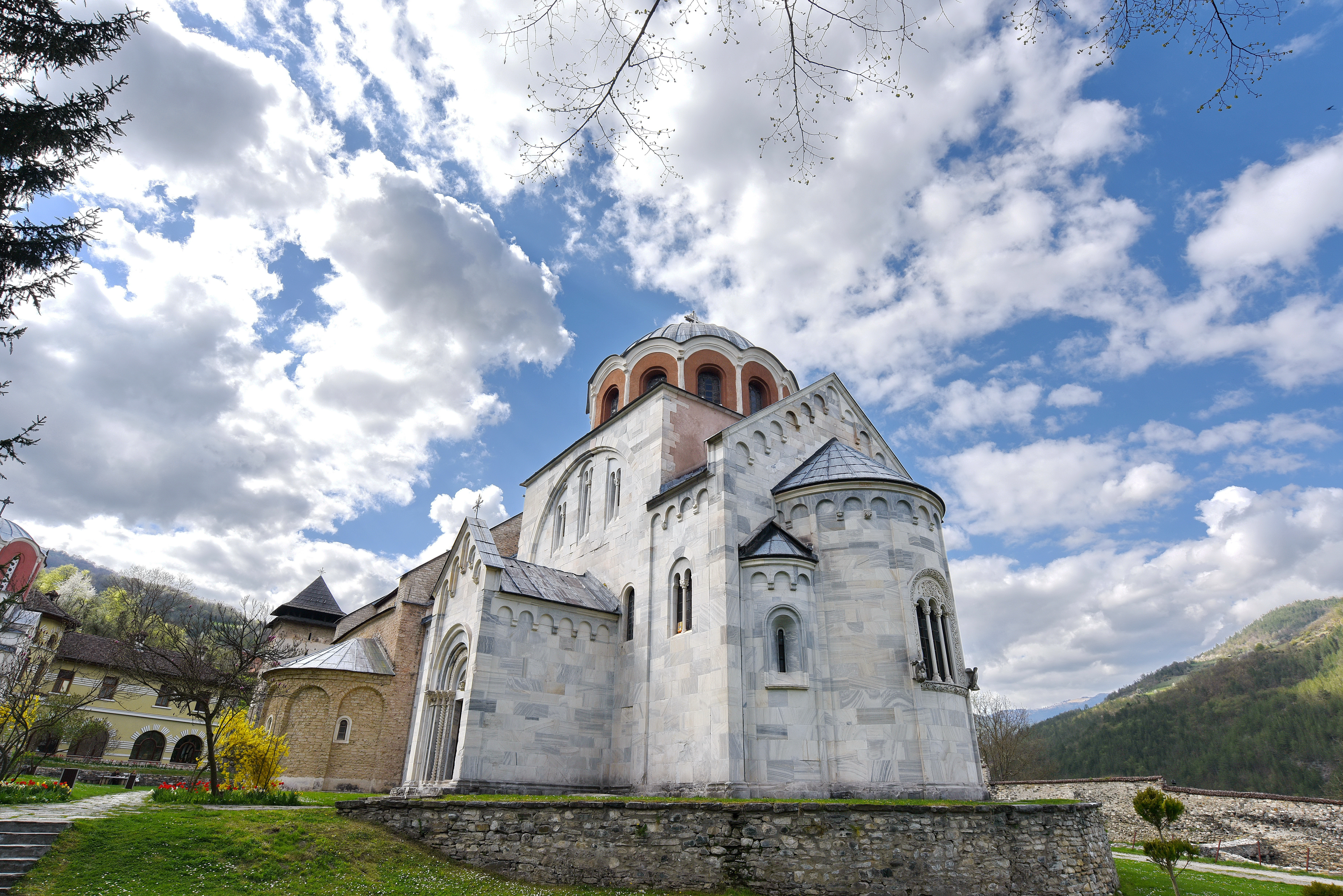
دير ستودينيكا وهو موقع تراث عالمي؛ ويعد الموقع ذات قيمة تاريخية وثقافية وروحية للشعب الصربي.

اتخذ الأمير الصربي راستكو نيمانجيتش والذي عرف لاحقًا باسم سافا، ابن ستيفان نيمانجا، نذور الرهبانية في جبل آثوس في عام 1192. بعد ثلاث سنوات، انضم له والده، وأتخذ نذور الرهبانية ودعي بسميون. طلب كل الأب والابن من الجماعة الرهبانية أن يتم تأسيس مركز ديني صربي في موقع هايلاندار المهجور، والذي تم تجديده، وهو ما مثل بداية النهضة في الفنون والأدب والدين. توفي والد سافا في هيلاندار في 1199. في عام 1219 تم الاعتراف به كأول رئيس أساقفة صربي من قبل بطريركية القسطنطينية المسكونية، وفي العام نفسه، قام بتأليف أقدم دستور معروف في صربيا، والذي دعي باسم زاكونوبرافيلو، وبالتالي حاول ضمان الاستقلال التام للشعب الصربي؛ سواء الديني أو السياسي.
ويُعتبر سافا مؤسس الأدب القرطوسي الصربي. ويعتبر على نطاق واسع واحدًا من أهم الشخصيات في التاريخ الصربي. وقد تم الوحي من حياته في العديد من الأعمال الفنية من العصور الوسطى إلى العصر الحديث. وأنشأ عدد من المراكز الثقافية والدينية للشعب الصربي.
خلال عصور الإمبراطورية الصربية والتي أنشات في عام 1346 ميلادي على يد ستيفان دوسان تحولت الكنيسة الصربية من مطرانية إلى بطريركية وروج لها، وأنهى بناء دير فيسوكي ديتشاني، وأسس دير سانت أركانجلز، من بين أعمال أخرى. ففي حكمه وصلت صربيا لقمة ازدهارها التوسعي، والاقتصادي، والسياسي، والثقافي. وتعد وفاته في عام 1355م نهاية مقاومة تقدم الإمبراطورية العثمانية، وسقوط اللاحق للكنيسة الأرثوذكسية الشرقية في المنطقة.
وتمثل أديرة وكنائس آثار القرون الوسطى في كوسوفو التي تعود لحقبة الإمبراطورية الصربية، انصهار العمارة البيزنطية الأرثوذكسية الشرقية والعمارة الرومانسكية الغربية لتشكّل نمطًا خاصًا في عصر النهضة.

### الفتح العثماني والحكم النمساوي

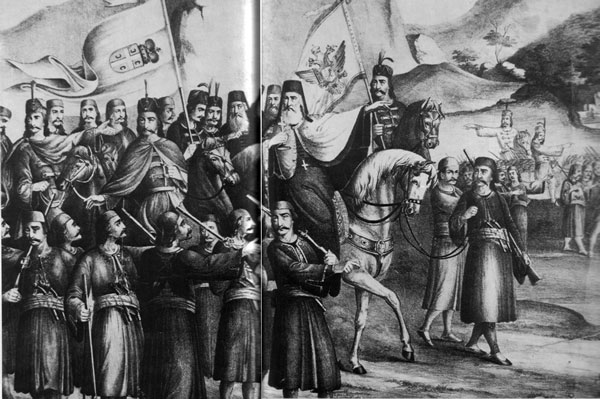
لوحة تصور الهجرات الصربية العظيمة.

في عام 1427م، قام خليفة أسطفان، المدعو جُرادج برانكوڤيتش، بإعادة بلغراد إلى المجر مضطرًا، فأصبحت مدينة «سميدريڤو» عاصمة البلاد. وخلال عهد هذا الأمير، فتح العثمانيون معظم القسم الشمالي من الإمبراطورية الصربية، وحاصروا بلغراد للمرة الأولى سنة 1440م دون أن يتمكنوا من دخولها، ثم عاودوا الكرّة مرة ثانية في سنة 1456م تحت قيادة السلطان محمد الثاني "الفاتح"، الذي عقد العزم على فتح المدينة كونها كانت تُشكل العائق الأكبر أمام تقدم الفتوح في أوروبا الوسطى، فحشد جيشًا كبيرًا فاق عدد الجنود فيه 100,000 جندي، وضرب الحصار على بلغراد، لكنه فشل في اقتحامها بعد أن استبسل المقاومون في الدفاع عنها، بقيادة يوحنا هونياد المجري، وقد قيل آنذاك أن هذه المعركة كانت ستقرر مصير المسيحية، وقد أمر البابا كاليستوس الثالث أن تُدق أجراس الكنائس في جميع أنحاء العالم المسيحي طيلة أيام الحصار عند الظهر من كل يوم، وذلك دعوةً للمؤمنين كي يصلوا لنجاح المُحاصرين في دفع الجيش العثماني عن المدينة. ومع السيطرة العثمانية على الأراضي الصربيَّة تم القضاء على طبقة النبلاء النبلاء، في حين فرَّ العديد من رجال الدين المسيحيين أو أجبروا على البقاء في الأديرة المنعزلة. في ظل النظام العثماني، أعتبر الصرب المسيحيين فئة أقل شأنًا وتعرضوا للضرائب الباهظة كما وشهد جزء صغير من السكان الصرب مظاهر من الأسلمة. في عام 1459 ألغى العثمانيون البطريركية الصربية الأرثوذكسية ولكن تمت إعادة تأسيسها في 1555، ونصت على استمرار محدود من التقاليد الثقافية الصربية داخل الدولة العثمانية.
في سنة 1594م قامت بلغراد بتمرّد كبير على الحكم العثماني، فسحقه الجيش وأخمد الثورة، وكان بعض المحرضين على الثورة من رجال الدين، فقام الصدر الأعظم سنان باشا بالانتقام منهم عبر حرقه رفات القديس ساڤا على إحدى التلال المحيطة بالمدينة، وفي القرن العشرين شُيدت كاتدرائية كبيرة في الموقع إحياءً لهذه الذكرى.
خلال هذه الفترة تراجع عدد تحول العديد من المسيحيين عبر البلقان إلى الإسلام لتجنب الضرائب الشديدة المفروضة من قبل العثمانيين، وتراجع عدد صربيا بفعل هجرتين كبيرتين إلى داخل الإمبراطورية النمساوية اتفق المؤرخون على تسميتها بالهجرات الصربية العظيمة، حيث انسحب آلاف الصرب بقيادة بطاركتهم من المدينة واستقروا في مقاطعتيّ ڤويڤودينا وسلاڤونيا المعاصرة. ونقل مركز الكنسية الصرب شمالًا كما ألغيت البطريركية مرة أخرى من قبل العثمانيين في 1766. مَنح آل هابسبورغ الصرب الحكم الذاتي، وفي عام 1708 تم إنشاء المتروبوليتانية الصربية الأرثوذكسية المستقلة في كارلوفشي، والتي من شأنها أن تصبح في وقت لاحق بطريركية بين الأعوام 1848-1920.

### العصور الحديثة

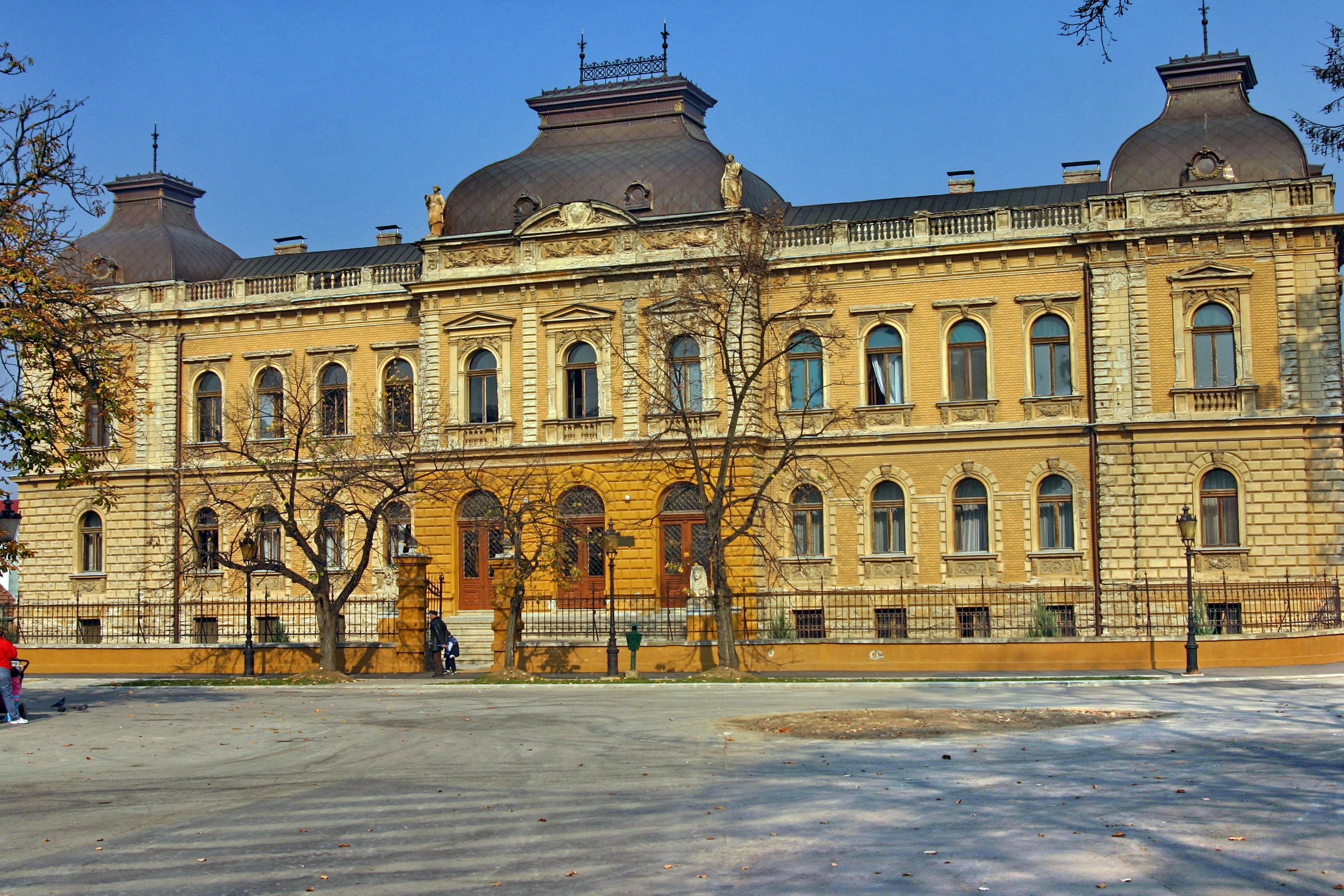
محكمة بطريركية كارلوفشي، أستمرت البطريركية حتى وحدتها مع كرسي بلغراد عام 1919.

حصلت إمارة صربيا على استقلالها الكامل عن الدولة العثمانية بحلول سنة 1878م، وتحوّلت إلى مملكة في سنة 1882م، فأصبحت بلغراد مرة أخرى مدينة أساسية في البلقان، وأخذت بالتطوّر سريعًا. وأدّى ارتباط الكنيسة الأرثوذكسيَّة الوثيق بالمقاومة الصربية ضد الحكم العثماني، إلى ارتباط الأرثوذكسية الشرقية ارتباطًا لا انفصام له بالهوية الوطنية الصربية والنظام الملكي الصربي الجديد الذي ظهر منذ عام 1817 وما بعده. أستعادت الكنيسة الصربية الأرثوذكسية استقلالها وأصبحت مستقلة في عام 1879، عُرفت هذه الكنيسة باسم متروبوليتانيت بلغراد، وبالتالي في نهاية القرن التاسع عشر وبداية القرن العشرين، كان هناك اثنين من الكنائس الصربية المنفصلة، بطريركية كارلوفشي في ملكية هابسبورغ ومتروبوليتات بلغراد في مملكة صربيا. حافظت مدينة سيتينيي التابعة لمملكة الجبل الأسود على تقاليد البطريركية الصربية لبيتش.
بعد الحرب العالمية الثانية تم قمع الكنيسة الأرثوذكسية من قبل الحكومة الشيوعية بقيادة جوزيف بروز تيتو، الذي كان ينظر إليها بشبهة بسبب صلات الكنيسة مع النظام الملكي الصربي المنفى وحركة تشيتنيك القومية. وإلى جانب المؤسسات الكنسية الأخرى لجميع الطوائف، خضعت الكنيسة لضوابط صارمة من جانب الدولة اليوغوسلافية، والتي حظرت تدريس الدين في المدارس، وصادرت ممتلكات الكنيسة وتثبط النشاط الديني بين السكان.
عام 1967 وقع انشقاق بين الكنيسة الصربية والمقدونية، على إثره أعلنت الكنيسة المقدونية الأرثوذكسية استقلالها، ولكنها لم تلق اعترافًا بقانونيتها وشرعيتها من المجمع الأرثوذكسي المقدس. وعام 2002 وبعد فشل المفاوضات لإعادة الوحدة بين الكنيستين قامت البطريركية الصربية بتشكيل أسقفية جديدة في جمهورية مقدونيا يرأسها الأسقف جوفان والذي كان سابقا أسقفًا مقدونيًا خرج عن الكنيسة المقدونية الأرثوذكسية.

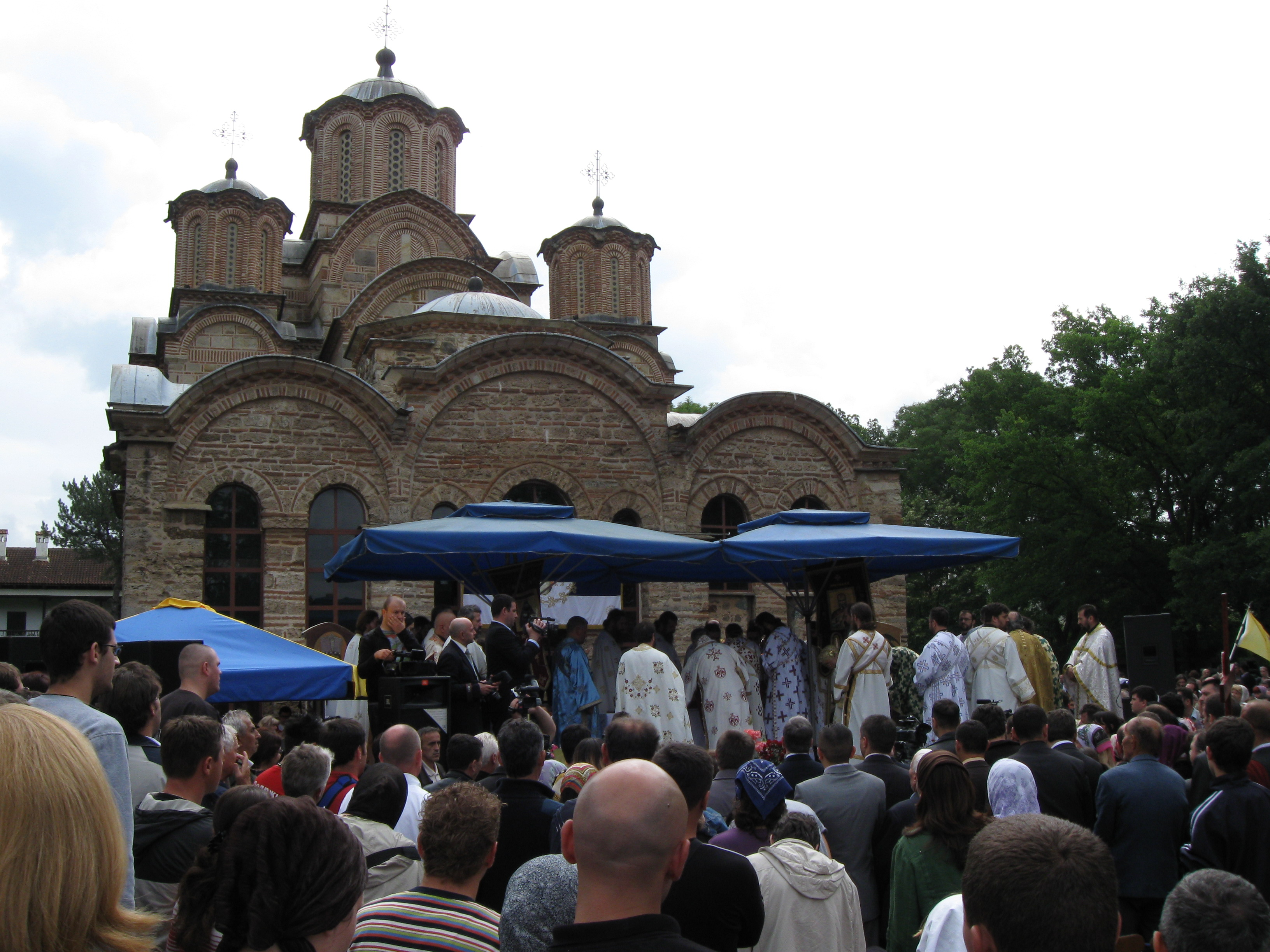
حشود من المصلين أمام دير غراكانيكا؛ شهدت البلاد نهضة روحيَّة مع سقوط الشيوعية.

خلال حرب كوسوفو عام 1999 دمرت العديد من المواقع الصربية الأرثوذكسية المقدسة، ومنذ وصول قوات حلف شمال الأطلسي في يونيو 1999، دمر حوالي 156 كنيسة ودير صربي أرثوذكسية، وقتل العديد من الكهنة. كان إقليم كوسوفو يتمتع بإستقلال ذاتي داخل أراضي صربيا، لكن في يوم 17 فبراير 2008 أعلن الإقليم انفصاله عن حكومة بلغراد واستقلاله وهو الأمر الذي رفضته الحكومة الصربية المركزية. دمرت بعض العشرات من الكنائس، وغيرها من الأديرة التاريخية في فترة ستة أسابيع، بعد انتهاء الحكم الصربي في عام 1999. تقدر أعداد السكان الصرب في كوسوفو بين 100,000 إلى 120,000 شخص، ويتبع أغلبيتهم إلى الكنيسة الصربية الأرثوذكسية. في كوسوفو هناك العديد من الأديرة والكنائس، والتي تعد مهد الأرثوذكسية الصربية.
بعد تفكيك يوغوسلافيا أضحت صربيا دولة متجانسة دينيًا، على الرغم من أنها عرفت طيلة تاريخها تنوعًا في أديان ومذاهب سكانها. يعتنق أغلب الصرب المسيحية دينًا، وينتمي أغلبهم إلى الكنيسة الصربية ضمن مذهب الأرثوذكسية الشرقية، وحوالي 82% من المواطنين الصرب عرقيًا وإثنيًا هم مسيحيين أرثوذكس، وهناك تواجد في البلاد أيضًا لأرثوذكس من العرقيّة والإثنيَّة المقدونيَّة والبلغاريَّة وبالمجمل تبلغ أتباع المذهب الأرثوذكسي 85% من سكان صربيا أي حوالي 6.2 مليون نسمة. ويتواجد أتباع المذهب الروماني الكاثوليكي في شمال البلاد وبشكل خاص في فويفودينا، ويبلغ عددهم حوالي 388,000 نسمة أي (5.5%) وأغلبهم من أصول عرقيَّة كرواتيَّة وهنغاريَّة فضلًا عن التشيك والسلوفاك. ويأتي أتباع المذهب البروتستانتي في المرتبة الثالثة كأكبر مجموعة مسيحية في صربيا (1.0%) ويتواجدون بشكل خاص في فويفودينا، وأغلبهم من العرقيَّة والإثنيَّة السلوفاكيَّة والمجريَّة. وفقاً لمركز بيو تربى نحو 92% من سكان صربيا على المسيحية، بينما يعتبر 93% من السكان أنفسهم مسيحيين في عام 2017، أي بزيادة بنسبة 1% يعرفون عن أنفسهم كمسيحيين اليوم.

## ديموغرافيا

### التعداد السكاني
|                 | 1921      | 1921  | 1991      | 1991  | 2002      | 2002  | 2011      | 2011  |
| تعداد           | %         | تعداد | %         | تعداد | %         | تعداد | %         |       |
| --------------- | --------- | ----- | --------- | ----- | --------- | ----- | --------- | ----- |
| أرثوذكسية شرقية | 3,321,090 | 75.85 | 6,347,026 | 81.8  | 6,371,584 | 84.98 | 6,079,395 | 84.59 |
| كاثوليكية       | 751,429   | 17.16 | 496,226   | 6.4   | 410,976   | 5.48  | 356,957   | 4.97  |
| الإسلام         | 97,672    | 2.23  | 224,120   | 2.89  | 239,658   | 3.2   | 222,829   | 3.1   |
| بروتستانتية     | -         | -     | 88,275    | 1.14  | 80,837    | 1.08  | 71,284    | 0.99  |
| اليهودية        | 26,464    | 0.6   | 740       | 0.01  | 785       | 0.01  | 578       | 0.01  |
| مجمل السكان     | 4,378,595 | 100   | 7,759,571 | 100   | 7,498,001 | 100   | 7,186,862 | 100   |

## الطوائف المسيحية

### الأرثوذكسية

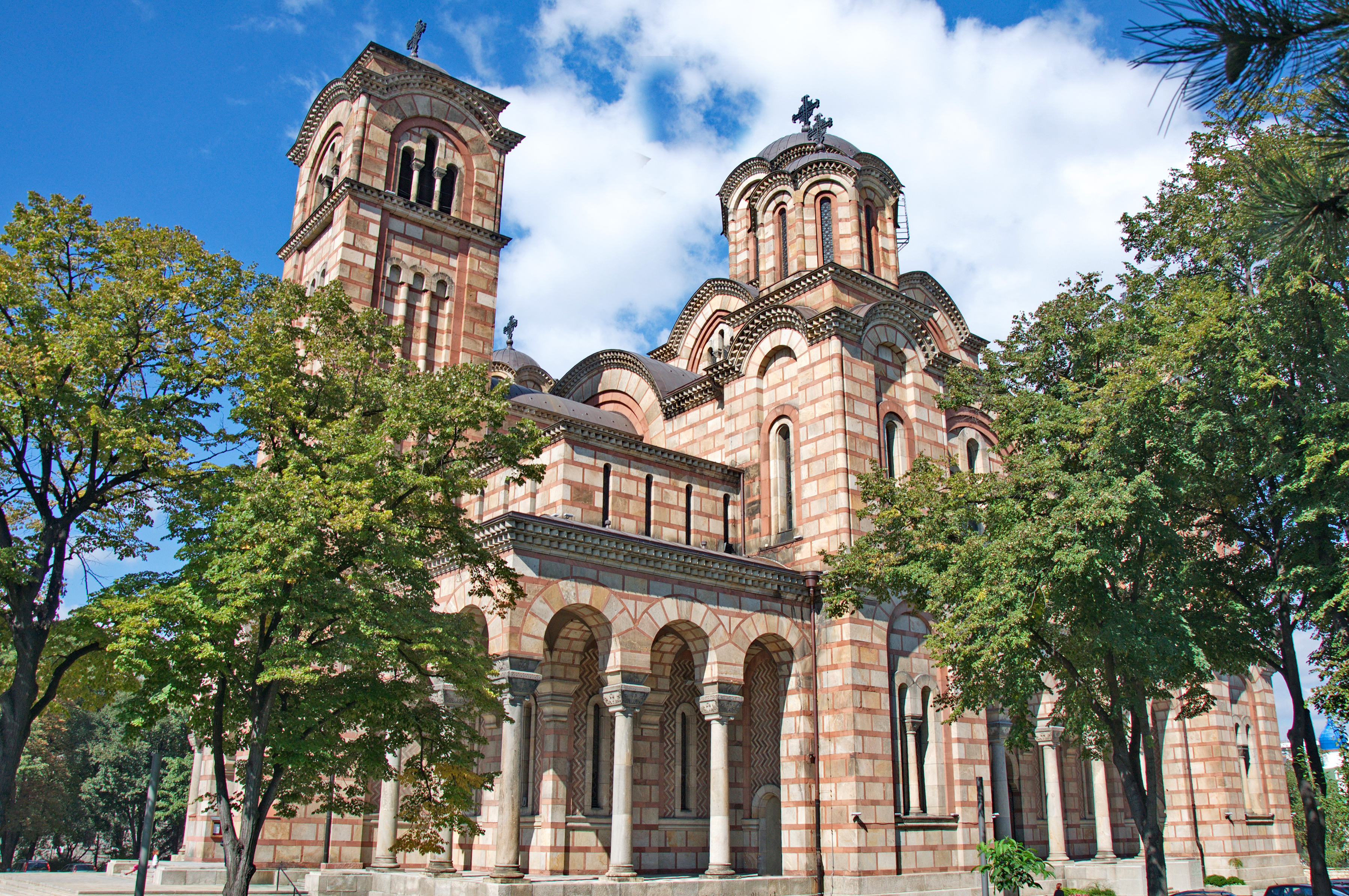
كاتدرائية القديس مرقص في بلغراد.

الكنيسة الصربية الأرثوذكسية هي إحدى الكنائس المسيحية الأرثوذكسية الشرقية المستقلة، وهي ثاني أقدم كنيسة أرثوذكسية سلافية في العالم، بعد الكنيسة البلغارية الأرثوذكسية. ويتبع معظم مواطني صربيا الكنيسة الصربية الأرثوذكسية، مع حضور لأتباع الكنيسة الرومانية الأرثوذكسية أيضًا في أجزاء من فويفودينا والتي تسكنها الأقليَّة العرقيّّة الرومانّية. وإلى جانب الصرب، أتباع المسيحية الأرثوذكسية الأخرى تشمل شعوب منها: المونتنغريين، والرومانيين، والمقدونيين، والأوكرانيين، والبلغار، والروس، واليونانيين، والفلاش والغجر. والمسيحية الأرثوذكسية هي الديانة السائدة في معظم صربيا، بإستثناء عدة بلديات والمدن القريبة من الحدود مع الدول المجاورة حيث معتنقي الإسلام أو المسيحية الكاثوليكية هم أكثر عددًا وكذلك بإسثناء بلديتين سكانها في الغالب من البروتستانت في فويفودينا وإقليم كوسوفو، والتي معظم سكانها من أتباع الإسلام. تسود العقيدة الأرثوذكسية أيضًا في معظم المدن الكبيرة من صربيا، بإستثناء مدينتي سوبوتيكا (وهي في الغالب كاثوليكية) ونوفي بازار (وهي في الغالب منطقة مسلمة).
إختلف ولاء الصرب الجنوبيين لفترة طويلة بين روما الكاثوليكية والقسطنطينية الأرثوذكسية، حتى رجحت الكفة في النهاية لتلك الأخيرة. بحسب تقليد الكنيسة فإن المسيحية وصلت للصرب بفضل جهود المبشرين أندراوس، وكيرلس وميثوديوس، أما مؤسسها ومنظمة الحقيقي فهو القديس ساڤا، والذي كان أول رئيس أساقفة على صربيا وذلك في القرن الثالث عشر. لقت الكنيسة وضعاً مستقلاً في عام 1219 تحت قيادة القديس سافا، وتم رفع مكانتها إلى مرتبة بطريركية في عام 1346، وعُرفت فيما بعد باسم بطريركية بيش الصربية. تم إلغاء هذه البطريركية من قبل الأتراك العثمانيين في عام 1766، وضمت إلى القسطنطينية. وفي عام 1879 استقلت الكنيسة الصربية عن القسطنطينية لتصبح عام 1920 في مرتبة البطريركية. منذ النصف الثاني من القرن التاسع عشر، تحول بعض الصرب إلى البروتستانتية، إلى جانب بعض الصرب من المتحولين إلى الكاثوليكية (وخاصًة في دالماتيا) خاصًة إلى الكاثوليكية الشرقية.

### الكاثوليكية

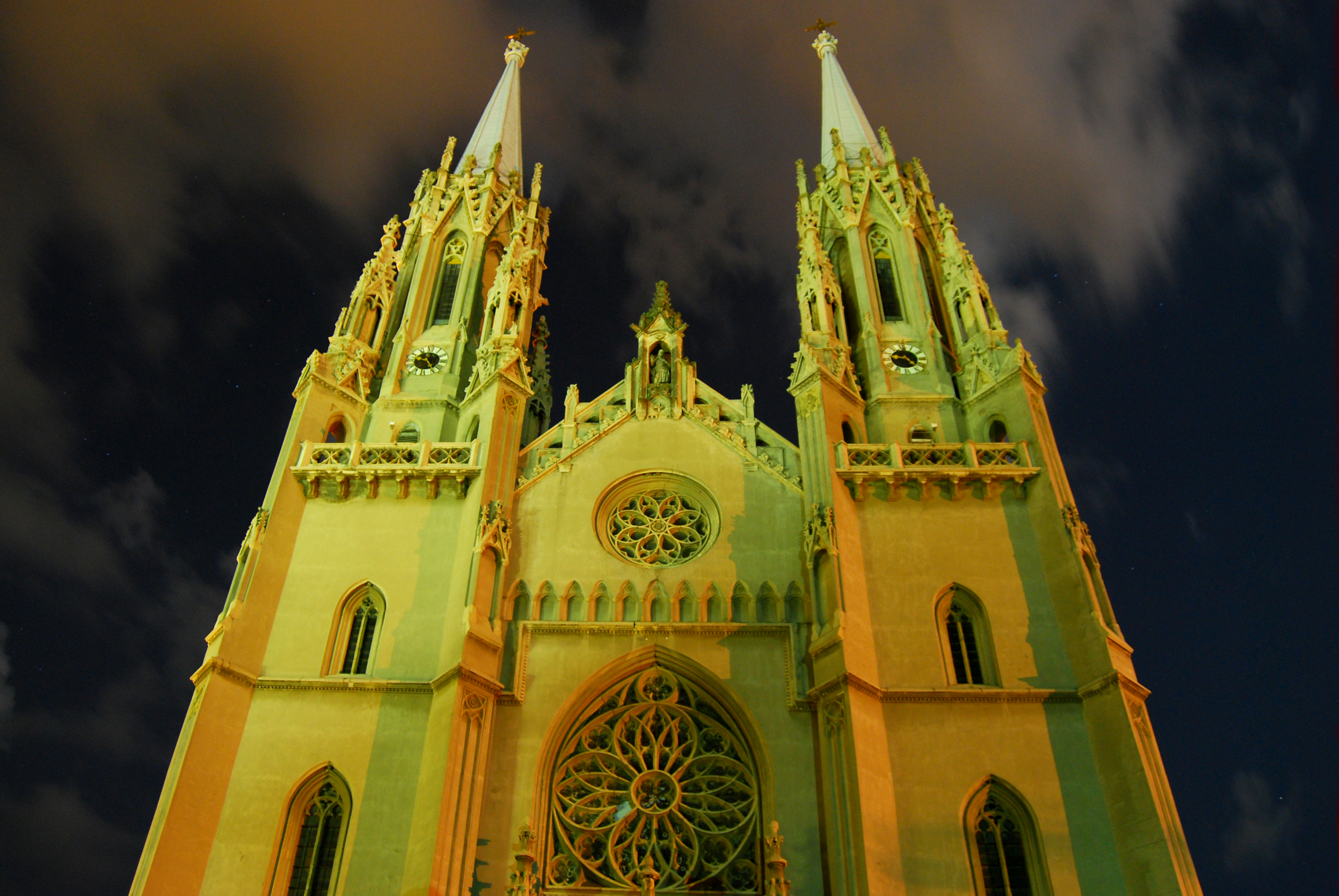
كاتدرائية القديسة تيريزا الأفيلاوية الكاثوليكية في فرشاتس.

الكنيسة الكاثوليكية الصربيّة هي جزء من الكنيسة الكاثوليكية العالمية في ظل القيادة الروحية للبابا في روما. وبحسب التعداد السكاني عام 2011 تضم البلاد حوالي 356,957 كاثوليكي، ويشكلون ما يقرب من 5% من السكان. ويتواجد الكاثوليك في الغالب في الجزء الشمالي من فويفودينا، لا سيَّما في البلديات ذات الأغلبية العرقيَّة المجرية. المجموعات العرقية التي تعتنق كاثوليكية بالغالب هي الكروات، والألمان، والسلوفينيين، والتشيك والبولنديين. في المنطقة المتنازع عليها في كوسوفو، حوالي 10% من الألبان هم من الكاثوليك. كما أن بعض المجموعات العرقيَّة مثل الروسيان والأوكرانيين في صربيا هم في الغالب من أتباع الكنائس الكاثوليكية الشرقية. وبالإضافة إلى الكنيسة الرومانية الكاثوليكية التي تتبع الطقوس الرومانية، تم تأسيس إكستراسيت الرسولية الكاثوليكية البيزنطية لصربيا والجبل الأسود في عام 2002 لخدمة الكاثوليك الشرقين من الطقوس البيزنطية في صربيا والجبل الأسود. في عام 2013، تم تقليص سلطة الإكستراسيت الرسولية إلى صربيا فقط.
اختُتم أول كونكورد رسمي بين مملكة صربيا السابقة والكرسي الرسولي في 24 يونيو من عام 1914، وبموجب المادة الثانية من الكونكورد، تقرر إنشاء أبرشية بلغراد الرومانية الكاثوليكية. وبسبب اندلاع الحرب العالمية الأولى، لم يتم تطبيق هذه الأحكام، وفقط بعد انتهاء الحرب وضعت ترتيبات جديدة. في عام 1918، أصبحت صربيا جزءًا من مملكة يوغوسلافيا المشكلة حديثاً. وبحلول عام 1924، تم إنشاء أبرشية بلغراد رسميًا وتم تعيين رئيس الأساقفة فيها أولاً. ترأس المفاوضات حول الوفاق الجديد بين المملكة والكرسي الرسولي وزير العدل اليوغوسلافي لوديفيت أوير والكاردينال أوجينيو جيوفاني باتشيلي (الذي أصبح فيما بعد البابا بيوس الثاني عشر). وتم توقيع كونكورد في عام 1935، لكن لم يتم التصديق عليها رسميًا بسبب الأزمة السياسية في يوغوسلافيا بين عام 1936 وعام 1937.

### البروتستانتية

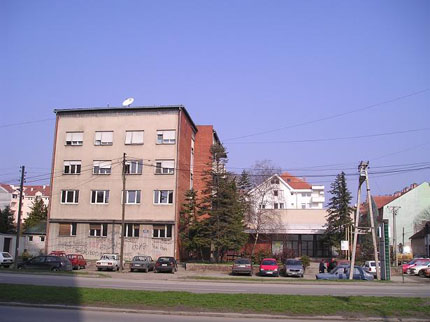
كلية اللاهوت البروتستانتية في نوفي ساد.

البروتستانت هم رابع أكبر مجموعة دينية في صربيا، وبحسب تعداد السكان عام 2011، ضمت البلاد 71,284 بروتستانتي (باستثناء إقليم كوسوفو) وشكلوا حوالي 1% من سكان البلاد. يشكل الصربيين من الأصول السلوفاكية غالبية أتباع الكنائس البروتستانتية في صربيا، إلى المجريين الكالفينيين. ويتواجد النسبة الأكبر من المسيحيين البروتستانت في صربيا في بلديات بتروفاك وباكي وكوفافيكا، حيث أن الأغلبيَّة المطلقة أو النسبيَّة من السكان هم من السلوفاك (ومعظمهم من معتنقي المسيحية البروتستانتية). بعض أعضاء الجماعات العرقية الأخرى (من أصول عرقية صربيَّة من حيث العدد أو من أصول عرقيَّة وإثنيَّة مجريَّة وألمانيَّة من حيث النسبة) هم أيضًا أتباع لمختلف أشكال التيارات المذهبية البروتستانتية.
هناك العديد من الجماعات البروتستانتية الجديدة في البلاد، بما في ذلك الميثوديون، والسبتيين، والمعمدانيين والإنجيليين، وغيرهم. وتقع العديد من هذه الجماعات في محافظات متنوعة من فويفودينا. وكان عدد البروتستانت أكبر مما هو اليوم قبل نهاية الحرب العالمية الثانية. وفقًا لتعداد الساكن عام 2002، سجل أكبر المجتمعات البروتستانتية في بلديات كوفافيكا وبتروفاك، وكذلك في ثاني أكبر مدينة صربية في نوفي ساد وهي مدينة أرثوذكسية في الغالب. يتم تنفيذ الخدمات في معظم الكنائس البروتستانتية في نوفي ساد باللغة الصربية. بدأت البروتستانتية في الانتشار بين الصرب في فويفودينا في العقود الأخيرة من القرن التاسع عشر. وعلى الرغم من نسبة البروتستانت بين الصرب ليست كبيرة، الا أنها في نمو وهي اليوم واسعة الانتشار بين الشباب الصربي.

## الإلترام الديني

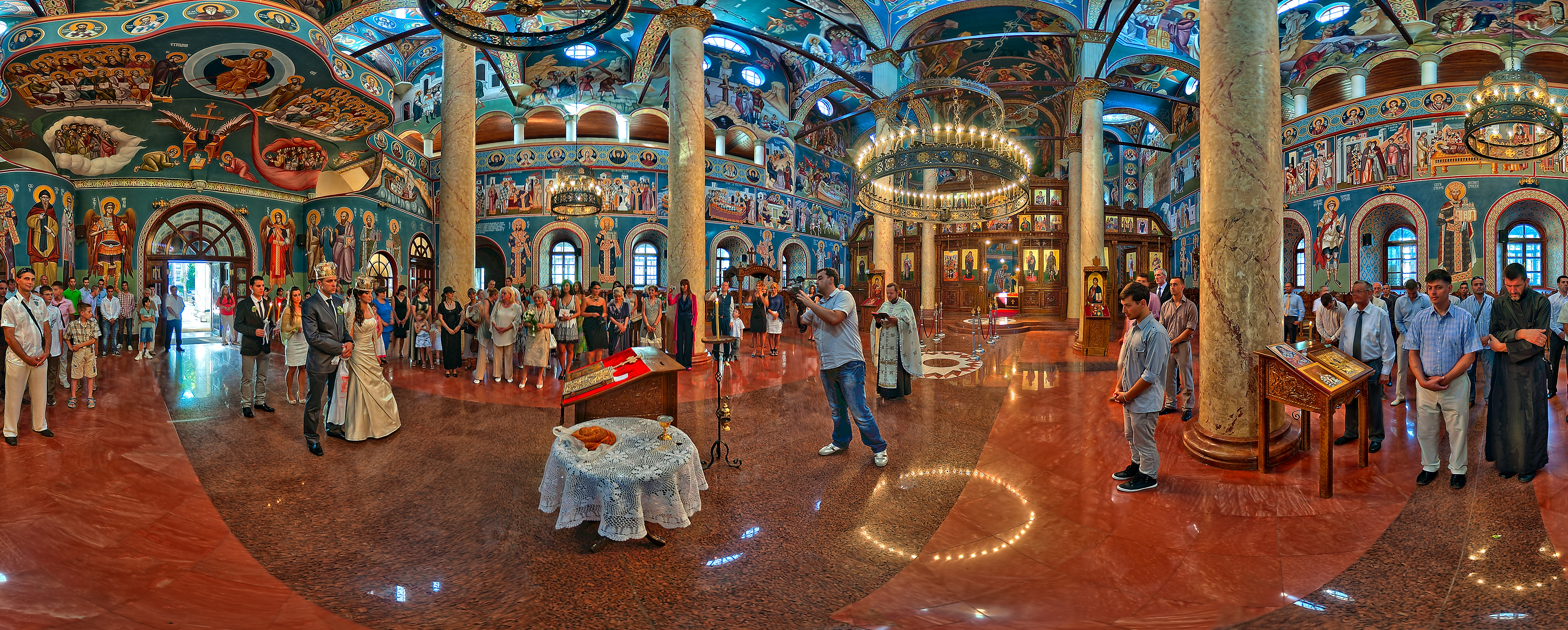
طقس زواج صربي حسب الطقوس الأرثوذكسيَّة.

وجدت دراسة قام بها مركز بيو للأبحاث عام 2015 أنَّ حوالي 87% من الصرب يؤمنون في الله، وحوالي 81% منهم يعتبرون للدين أهميَّة في حياتهم، وقد وجدت الدراسة التي قامت بها مركز بيو للأبحاث عام 2015 أنَّ حوالي 6% من الصرب يُداومون على حضور القداس على الأقل مرة في الأسبوع، بالمقارنة مع 52% يُداومون على على حضور القداس على الأقل مرة في الشهر أو السنة. في حين أنَّ 27% من الصرب الأرثوذكس يُداومون على الصلاة يوميًا.
وقد وجدت الدراسة أيضًا أنَّ حوالي 48% من الصرب الأرثوذكس يُداوم على طقس المناولة ويصوم حوالي 64% خلال فترات الصوم. ويقدم حوالي 56% منهم الصدقة أو العُشور، ويقرأ حوالي 10% الكتاب المقدس على الأقل مرة في الشهر، في حين يشارك 8% معتقداتهم مع الآخرين. ويملك حوالي 92% من الصرب الأرثوذكس أيقونات مقدسة في منازلهم، ويضيء حوالي 96% الشموع في الكنيسة، ويرتدي 40% الرموز المسيحيَّة. عمومًا حصل حوالي 96% من مجمل الصرب الأرثوذكس على سر المعمودية، ويقوم 61% من الأهالي الصرب الأرثوذكس بالتردد مع أطفالهم للكنائس، ويقوم 51% بإلحاق أولادهم في مؤسسات للتعليم الديني و39% بالمداومة على قراءة الكتاب المقدس والصلاة مع أولادهم.

### الهوية

طقس زواج صربي حسب الطقوس الأرثوذكسيَّة.

قال حوالي 78% من الصرب أن كون المرء مسيحيًا هو جزءًا «هامًا ومركزي» أو إلى «حد ما» من الهوية الوطنية. وينقسم الصرب الأرثوذكس بين أولئك الذين يقولون أن جوهر هويتهم المسيحيَّة هي في المقام الأول مسألة دينيَّة (23%)، وأولئك الذين يقولون أن هويتهم المسيحيَّة مرتبطة أساسًا بالتقاليد العائلية أو الهوية الوطنية (48%)، وأولئك الذين يقولون أنَّ هويتهم المسيحيَّة هي مزيج من الدين والتقاليد العائلية أو الهوية الوطنية (28%).
بحسب الدراسة قال حوالي 95% من الصرب الأرثوذكس بأنَّ هويتهم المسيحيَّة هي مصدر فخر واعتزاز بالنسبة لهم، في حين قال 76% من الصرب الأرثوذكس أنَّ لديهم شعور قوي بالانتماء للمجتمع الأرثوذكسي في العالم، وقال 98% من الصرب الأرثوذكس أنَّه سيربي أبناه على الديانة المسيحيَّة. ويوافق 78% من الصرب على التصريح أنَّ الأرثوذكسيَّة هي عاملًا هامًا لكي تكون وطنيًا.

### القضايا الإجتماعية والسياسية
يؤيد 74% من الصرب الأرثوذكس تصريح أنَّ «روسيا ملتزمة في حماية المسيحيين الأرثوذكس خارج حدودها»، ويرى حوالي 18% من الصرب الأرثوذكس أنَّ بطريركية موسكو هي أعلى سلطة دينية في العالم الأرثوذكسي، بالمقارنة مع 4% يرى أنَّ بطريركية القسطنطينية المسكونية هي أعلى سلطة دينية، ويرى 56% أن الكنيسة الصربية الأرثوذكسية هي أعلى سلطة دينيَّة. يرى حوالي 59% من الصرب أن الأرثوذكسية هي عامل أساسي لكي تكون مواطن صربي حقيقي. ويتفق 65% من الصرب الأرثوذكس مع تصريح «شعبي ليس كاملًا، لكن ثقافتنا متوفقة على الآخرين».

## المسيحية في الهوية الوطنية

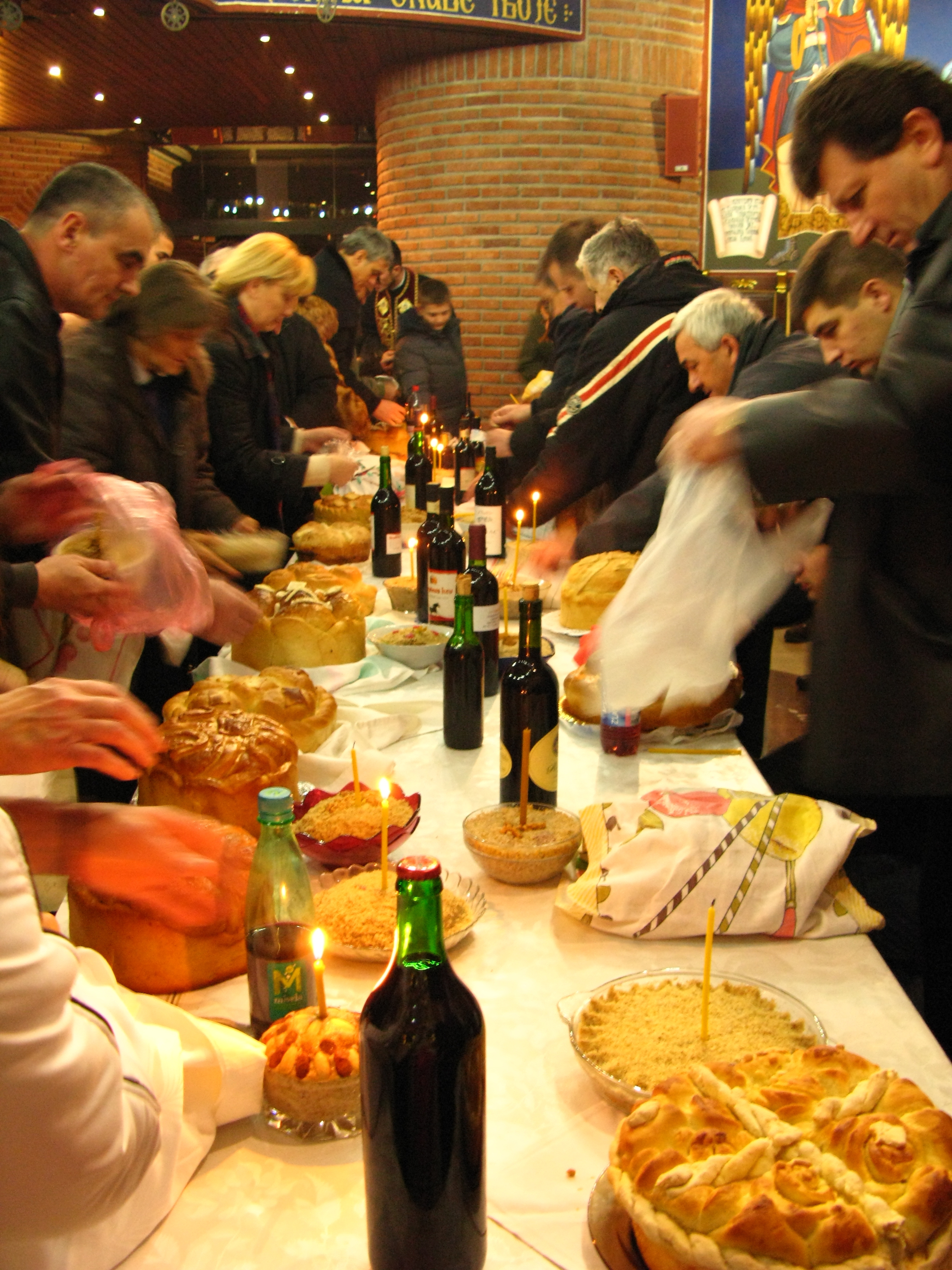
أسرة أرثوذكسيَّة صربيَّة تقوم بالتحضير لوليمة السلافا.

تاريخيًا تُعد التقاليد المسيحية الشرقية والكنيسة الصربية الأرثوذكسية من الأسس المركزية لهوية الصرب. وتأخذ الأعياد المسيحية أهمية في حياة الأسرة الصربية مثل عيد سلافا وهو تقليد أرثوذكسي لتبجيل قديس معين والذي يُعتبر شفيع الاسرة، وعيد الميلاد وعيد القيامة. يُذكر أن احتفال سلافا يرتبط بشكل خاص مع الهوية الصربية، حيث تعتبر المناسبة لدى الصرب جزء من التقاليد الوطنيّة والشعبيَّة، وعلامة عرقية هامة للهوية الصربية. حيث تجتمع الأسرة الموسعّة المكونة من عدة أجيال في منزل كبير العائلة لتبجيل القديس شفيع أو راعي الأسرة. كذلك تم الحفاظ على تقليد السلافا بين الشتات الصربي حول العالم. في سنة 2014 تم إعلان عيد السلافا من قبل اليونسكو في قائمة التراث الثقافي غير المادي.
في القرن التاسع عشر، ظهرت الهوية الوطنية الصربية، مع الوعي بالتاريخ والتقاليد، وتراث القرون الوسطى، والوحدة الثقافية، على الرغم من أنَّ الصرب كانوا يعيشون تحت سلطة إمبراطوريات مختلفة. كانت هناك ثلاثة عناصر، جنباً إلى جنب مع إرث سلالة نيمانجيك، كانت حاسمة في تشكيل الهوية والمحافظة عليها أثناء الهيمنة الأجنبية: الكنيسة الصربية الأرثوذكسية، وأسطورة كوسوفو، واللغة الصربية. وقد ساعد التعرف على التراث في العصور الوسطى من خلال تكريم القديسين الصربيين، إلى جانب الشعر الصربي الملحمي، في تطوير وعي وطني منفصل عن الشعوب الأرثوذكسية الأخرى في البلقان. وألهمت البطولات الملحميَّة البطوليَّة الصربيين لإحياء ماضيهم البطولي وحريتهم. في القصص، كان هاجدوكس أبطالا: لقد لعبوا دور النخبة الصربية خلال الحكم العثماني، ودافعوا عن الصرب ضد القمع العثماني، واستعدوا للتحرير الوطني وساهموا في الثورة الصربية. وأصبحت أسطورة كوسوفو الأسطورية، تُدل على الشهادة والدفاع عن الشرف الصربي والعالم المسيحي ضد الأتراك (المسلمين). عندما حصلت إمارة صربيا على استقلالها عن الدولة العثمانية، أصبحت الأرثوذكسية الشرقية حاسمة في تحديد الهوية الوطنية، بدلاً من اللغة التي تشاركوا فيها مع السلاف الآخرين من الجنوب (الكروات والمسلمون).

### حصن المسيحية
كان لمفهوم حصن المسيحية تقليد طويل جدًا في التأريخ، والخطاب، والأكاديمي، والسياسي في صربيا. حيث تصور الأساطير الصربية الشعب الصربي على أنهم المدافعين عن الحضارة الأوروبية المسيحية. وتتجلى أسطورة الحصن إلى التاريخ والأحداث الجارية مثل معركة كوسوفو التي تصور فيها الصرب بدور المدافعون عن حضارة الغرب بأكملها ضد هجمات العثمانيين في القرون الوسطى.
يظهر التمازج الديني والعرقي أسطورة كوسوفو هو الاعتقاد التقليدي للشعب الصربي، الذي يؤكد أن معركة كوسوفو (1389) ترمز إلى استشهاد الأمة الصربية في الدفاع عن شرفهم وشرف العالم المسيحي ضد الأتراك. جوهر الأسطورة هو أنه خلال المعركة، خسر الصرب، برئاسة القيصر لازار، لأنهم ضحوا بمملكة ترابي (الإمبراطورية الصربية) من أجل الحصول على ملكوت الله.
تطورت الأسطورة ببطء من خلال السجلات والتقليد الشفهي الخاص الصرب. منذ القرن التاسع عشر مع إحياء المشاعر القومية في أوروبا، أصبحت أسطورة كوسوفو عنصر تأسيسي مهم من الهوية العرقية، وكذلك التجانس الثقافي والسياسي للصرب، وفي وقت لاحق لأعضاء الدول السلافية الجنوبية الأخرى (يوغوسلافيا). العناصر الأساسية لأسطورة كوسوفو الانتقام، والإستشهاد، والخيانة والمجد. هيمنت هذه الأسطورة على الخطاب السياسي في صربيا حتى نهاية القرن العشرين. أدرجت أسطورة كوسوفو إلى الأوجه الهوية الوطنية الصربية المتعددة.